# Tömörd
Tömörd (szlovénul: Temerje) község Vas vármegyében, a Kőszegi járásban. 2012-ig a Csepregi kistérség része volt.

## Fekvése
Kőszegtől 12 kilométerre délkeletre fekszik. A szomszédos települések: észak felől Csepreg, délkelet felől Meszlen, dél felől Vasasszonyfa, délnyugat felől Kőszegpaty, északnyugat felől pedig Kiszsidány.

### Megközelítése
Csak közúton közelíthető meg, Szombathely vagy Csepreg felől, a 8639-es úton; központjába az előbbiből nyugat felé kiágazó 86 128-as számú mellékút vezet.
Vasútvonal nem érinti, a legközelebbi vasúti csatlakozási lehetőségek is jó 10 kilométernyi vagy azt meghaladó távolságra találhatók a településtől.

## Története
Határában őskori (neolit, rézkor, vaskor) település nyomait tárták fel 1905-ben egy kisebb ásatás során. A római korból többek között bronzérmek, fibulák kerültek elő.
1978-ban egy hét méter átmérőjű salakhalmot találtak, ahol Árpád-kori kohó nyomaira bukkantak. Közelében az Ablánc-patak völgyében, 12–13. századi cserepeket fedeztek fel. Itt egy kb. 30 méter átmérőjű Árpád-kori favárat feltételeznek. Nem messze áll egy barokk Szent Ilona-szobor.
Első okleveles említése 1233-ból maradt fenn Tumind formában. 1270-ben Temerd néven említik. A név, amelyet a türk temir-temür szóból eredeztetnek, vasat jelent. A 12. században a település Tömördi és Pósa családok birtoka volt. 1392-ben Themerd, 1441-ben Twmerd alakban fordul elő, Kőszeg várának tartozéka volt. 1475-ben Poss. seu pred. Themerd. al. nom. Posafalva néven említik, a Pósa család birtokaként.
A török hódoltság alatt horvát menekültek telepedtek itt le. A falu középkori templomát a törökök elpusztították. Később Szent Ilona tiszteletére új templomot építettek, amelyet 1698-ban boltozatos, kőtornyos és két kapuval ellátottként írtak le, és festett kazettáit is megemlítették. 1723-ban özvegy Engelhofferné újíttatta fel. 1756-ban már három oltára volt, amelyek közül az egyik Szent Félixé, akinek ereklyéjét az 1700-as évek első felében hozták ide Rómából, mert a helyi hagyomány szerint a község területén szenvedett vértanúhalált. A tornyában három harangot és toronyórát jegyeztek fel. 1796-ban a templom egy tűzvész során jelentős károkat szenvedett, ekkor az ereklyetartó is megsérült. Mai formáját 1890-ben kapta.
A Chernel család 18. században udvarházat építtetett. A copf stílusú egyszintes épületet védett park veszi körül.
Vályi András szerint "TÖMÖRD. Elegyes falu Vas Várm. földes Urai Csernely’ Maradékjai, és Góry Urak, lakosai katolikusok, fekszik Nemes Csóhoz nem meszsze, határja közép termékenységű, vagyonnyai meglehetősek."
Fényes Elek szerint "Tömörd, elmagyarosodott horvát falu, Vas vmegyében, Sopron vmegye szélén, Kőszeghez 1 1/2 óra: 418 kath., 5 ref., 3 evang. lak. Kath. paroch. szentegyház. Nevezetes birkatenyésztés. F. u. a Chernel nemzetség."
Vas vármegye monográfiájában ez áll: "Tömörd, régi község, 101 házzal és 731 r. kath., ág. ev. és ev. ref. magyar és horvát lakossal. Postája Nemes-Csoó, távírója Acsád. A községnek hajdan Themerd volt a neve. A XIV. században a kőszegi várhoz tartozott és a Garayak voltak a földesurai. A XVII. század vége felé Thököly foglaltatta el a tömördi kastélyt és birtokot. Később a Chernelek lettek a földesurak, akiknek itt két kastélyuk van; az egyik Chernel György cs. és kir. kamarás, orsz. képviselőé, a másik Chernel Antalé. Az előbbit Chernel György, több megye táblabírája, 1809-ben építtette a régi kastély helyén. Chernel Antal egy drágakövekkel kirakott ezüst serleget őriz, melyet Chernel György II. Rákóczy Ferencztől vitézségéért kapott; birtokában van a fejedelemnek egy inge is."
1910-ben 718, többségben horvát lakosa volt, jelentős magyar kisebbséggel. Vas vármegye Kőszegi járásához tartozott.

## Közélete

### Polgármesterei
- 1990–1994: Márczi József (független)[8]
- 1994–1998: Márczi József (független)[9]
- 1998–2002: Márczi József (független)[10]
- 2002–2006: Kollarits Gábor (független)[11]
- 2006–2010: Kollárits Gábor (független)[12]
- 2010–2014: Kollárits Gábor (független)[13]
- 2014–2019: Kollárits Gábor (független)[14]
- 2019–2024: Kollárits Gábor (független)[15]
- 2024– : Kollárits Gábor (független)[1]

## Népesség
A település népességének változása:
| Lakosok száma | 282  | 284  | 287  | 281  | 281  | 287  | 272  |
|               | 2013 | 2014 | 2015 | 2021 | 2022 | 2023 | 2024 |

A 2011-es népszámlálás során a lakosok 92%-a magyarnak, 0,4% németnek, 0,4% szlovénnek, 2,3% horvátnak mondta magát (8% nem nyilatkozott; a kettős identitások miatt a végösszeg nagyobb lehet 100%-nál). A vallási megoszlás a következő volt: római katolikus 76,9%, református 0,8%, evangélikus 1,9%, felekezet nélküli 3,4% (17% nem nyilatkozott).
2022-ben a lakosság 94,7%-a vallotta magát magyarnak, 1,4% horvátnak, 0,7% szlovénnek, 0,7% németnek, 0,4% görögnek, 0,4% cigánynak, 3,6% egyéb, nem hazai nemzetiségűnek (4,3% nem nyilatkozott; a kettős identitások miatt a végösszeg nagyobb lehet 100%-nál). Vallásuk szerint 62,6% volt római katolikus, 2,1% evangélikus, 1,1% református, 3,6% felekezeten kívüli (30,6% nem válaszolt).

## Nevezetességei

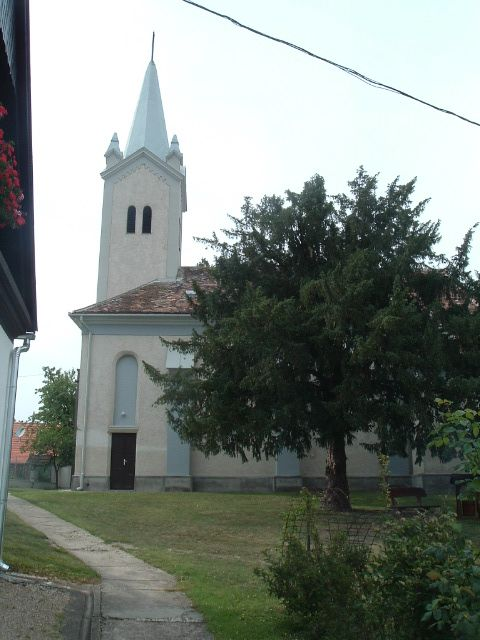
Szent Ilona-templom

- Chernel-kastély – Chernel család udvarháza
- Szent Ilona-templom
- Ilonavár maradványai
- A településen áthalad az Országos Kéktúra.

### ATömördi Madárvárta
A település határában elterülő Tömördi-tó vagy Nagy-tó partjainál hosszú ideje aktív madárgyűrűzés folyik. A terület a 20. század elején még a Chernel család birtoka volt; Chernel István egy naplóbejegyzésében az itteni tavat még közel 19 hektáros nyílt vízfelületűként említi, amely felület a feltöltődés eredményeként mára jelentősen lecsökkent. A tó vízmélysége 60–150 cm, ami a mindenkori csapadékmennyiség függvényében jelentősen ingadozik. A tó és környezete igen gazdag növény- és állatvilággal rendelkezik. 1974-ben, többek között a Tömördi-tó gazdag élővilágának tanulmányozására, az itt fellelhető természeti értékek védelmére és bemutatására megalakult a Magyar Madártani és Természetvédelmi Egyesület Chernel Istvánról elnevezett 8. számú, Vas megyei helyi csoportja.
1996-ban az egyesület megvásárolta a tó területét és a környező rétek, bokrosok egy részét (összesen 15 hektárnyi területet, majd a következő évben, 1997-ben a községtől 2 kilométerre, a Nagy-tó nyugati végénél felépült a madárvárta épülete is, amely a faluból az Országos Kéktúra jelzésen érhető el a leggyorsabban. A vártán 10-12 fő egyidejű elszállásolása lehetséges.